# Max Brand (voetballer)
Max Brand is een voormalig Zwitsers voetballer.

## Carrière
Brand speelde gedurende zijn carrière voor de Zwitserse ploeg FC Bern. Hij kwam aan 10 wedstrijden waarin hij 3 keer scoorde voor Zwitserland.